# 钱塘县
钱塘县，亦作钱唐县，是中国浙江省杭州地区历史上的一个旧县名。明、清時為杭州次縣，排名在仁和县后。其界限東抵清泰門、正西至餘杭長橋、向西南延伸至富陽、北至德清導墩鋪，南至西興。境內包括西湖以及其連帶的名勝古跡。
前222年，秦始皇设置钱唐县，隶属于会稽郡（郡治在今苏州市）。隋朝置杭州，钱唐县成为首县。唐朝，为避国号讳，改钱唐为钱塘。
吴越国建都杭州，龙德二年（922年）析钱塘县、盐官县各半，以及富春县的长寿、安吉2乡，设置钱江县（北宋改称仁和县），与钱塘县同城而治，同为杭州首县。北宋时，钱塘县设南阳、北关、安溪、西溪4镇11乡。
南宋时，再次建都杭州，钱塘县与仁和县同为临安府首县。钱塘县城内隶6厢（左一南厢、左二厢、右一厢、城北右厢、城西厢、左一北厢）、52坊（和丰、怀庆、安荣等），郭外分13乡（履泰南乡、履泰北乡、惠民乡等）、62里（放马、胭脂、黄妃等）。
元、明、清，钱塘县仍与仁和县同为杭州路、杭州府治所。1912年，仁和县与钱塘县合并为杭县。